# Bed Chem
«Bed Chem» es una canción interpretada por la cantante estadounidense Sabrina Carpenter, incluida en su sexto álbum de estudio, Short n' Sweet (2024). Carpenter la escribió con las compositoras Julia Michaels y Amy Allen y sus productores, John Ryan e Ian Kirkpatrick. La canción estuvo disponible como la sexta pista del álbum el 23 de agosto de 2024, cuando el álbum fue lanzado por Island Records. La canción fue publicada el 8 de octubre de 2024 como cuarto sencillo del álbum. Musicalmente, la canción es un tema synth-pop que infunde notas de R&B de principios de la década de 2000.

## Antecedentes
En enero de 2021, Sabrina Carpenter firmó un contrato discográfico con Island Records. Anunció que estaba trabajando en su sexto álbum de estudio en marzo de 2024, explorando nuevos géneros y esperando que anunciara un nuevo capítulo en su vida. Antes de su actuación en Coachella, Carpenter anunció que el 11 de abril de 2024 lanzaría un sencillo titulado «Espresso». La canción fue un éxito inesperado, convirtiéndose en su primer sencillo número uno en la lista Billboard Global 200 y su primera canción en entrar en el top 10 de la lista Billboard Hot 100. Le siguió «Please Please Please» en junio, que alcanzó el número uno en la lista Billboard Hot 100.
Antes del anuncio oficial, empezaron a aparecer en Nueva York vallas publicitarias con tuits sobre la altura de Carpenter. El 3 de junio de 2024, anunció que el álbum, titulado Short n' Sweet, sería publicado por Island Records el 23 de agosto de 2024, y reveló la portada. La lista de canciones se dio a conocer el 9 de julio de 2024. Carpenter escribió la canción «Bed Chem» con las compositoras Julia Michaels y Amy Allen y sus productores, John Ryan e Ian Kirkpatrick. La canción se pudo descargar digitalmente en el álbum, que salió a la venta el 23 de agosto de 2024.

## Composición

### Música y producción
«Bed Chem» dura dos minutos y 51 segundos, y ha sido calificada como una canción principalmente synth-pop infusionada con R&B de principios de los 2000. Se grabó en los estudios Perch de Calabasas, California, Juicy Hill Studios de las Bahamas y Playpen de Calabasas, California. Ryan y Kirkpatrick produjeron y programaron la canción. Tocan la batería, la guitarra, los teclados, la percusión y el bajo, y realizaron la ingeniería con Jeff Gunnell. Nathan Dantzler masterizó la canción con la ayuda de Harrison Tate, y Serban Ghenea la mezcló en MixStar Studios de Virginia Beach con la ingeniería de Bryce Bordone.
La canción tiene un tempo de 95 pulsaciones por minuto y está en la tonalidad de La mayor. Está en compás de 4/4 y tiene mucha energía. La progresión de acordes es Re-Si menor-Sol-La.

### Análisis
Tras su lanzamiento, varios periodistas han analizado la canción, su letra y sus significados posteriores. Jason Lipshutz, de Billboard, describió la canción como «un coqueteo de ensueño lleno de voces precisas, toques personales, insinuaciones sexuales y melodías». El título de la canción, «Bed Chem», es la abreviatura de «bedroom chemistry» («química de dormitorio» en español), y su letra gira en torno a Carpenter sintiendo una intensa atracción por un hombre, lo que la lleva a imaginar cómo serían juntos en la cama. Canta cómo el hombre la ha cautivado y le invita a «venir directamente a mí», a pesar de sus diferentes husos horarios. Utiliza términos de jerga relacionados con las relaciones sexuales, hace referencia a la postura sexual del 69 y también hace varios eufemismos sobre el tamaño del pene en su letra.
La escritora de la revista Paper, Erica Campbell, consideró que la canción resaltaba el lado sensual de Carpenter. Al describir su concepción, Carpenter bromeó diciendo que «había mucho vapor en el estudio. Hacía mucho calor». Carpenter señaló que, al entrar en el estudio, quería «escribir una canción sexy y desenfadada a la vez». Citó a la cantante estadounidense Christina Aguilera como inspiración para la canción, afirmando que el aire retro de la canción estaba influenciado por Aguilera y por otra música que había escuchado durante su infancia.
Varios periodistas también compararon la letra de la canción con la relación entre Carpenter y su entonces rumoreado novio, el actor irlandés Barry Keoghan, donde Carpenter recuerda que llevaba un «vestido transparente», mientras que el hombre de la canción vestía una chaqueta blanca y tenía un acento marcado. Maya Ernest, de Elle, y Sophie Hanson, de StyleCaster, percibieron varias referencias a Keoghan,  mientras que Dylan Kickham, de Elite Daily, opinó que Carpenter «dejó la musa [de la canción] increíblemente clara» y añadió que la canción trata «sobre las proezas de su novio Barry Keoghan en el dormitorio». El propio Keoghan declaró más tarde en Instagram que la canción era su favorita de Short n' Sweet.

## Recepción crítica
Campbell eligió «Bed Chem» como uno de los temas más destacados de Short n' Sweet. Lipshutz la clasificó en cuarto lugar entre las doce pistas del álbum, afirmando que tiene «melodías lo bastante fuertes como para ser ganchos principales que luego conducen a melodías aún mejores». Como frase, Bed Chem está a punto de entrar en el léxico cultural más rápido de lo que se tarda en decir me espresso; como escaparate de lo que mejor sabe hacer Carpenter, la canción es sensual, sincera y no teme hacerte reír. Independientemente de cómo se comporte 'Bed Chem' en las listas de éxitos, esta canción es sin duda una de las favoritas de los fans». Sam Prance, de Capital, opinó que en el contexto de Carpenter «siendo descaradamente atrevida en su música», se había «superado a sí misma» con la canción. Rhian Daly, de NME, opina que «Bed Chem» y el tema «Good Graces» están «moldeados a imagen y semejanza de Ariana Grande». Carl Wilson, de Slate, cree que ésta o el tema «Juno» son las más « excitantes» del álbum, y está de acuerdo en que la frase titular se hará popular en Internet. Nylon la incluyó en su lista de las siete mejores canciones de la semana de su lanzamiento, y Sofia Ante afirmó que Carpenter estaba «en su momento más encantador - descarada, seductora e imposible de resistir - que te dejará sonrojado durante tres minutos enteros».

## Créditos y personal
Los créditos son una adaptación de las notas del álbum Short n' Sweet.
- Sabrina Carpenter – voz principal, composición
- John Ryan – productor, compositor, batería, guitarra, teclados, percusión, programación, ingeniero, bajo
- Ian Kirkpatrick – productor, compositor, batería, guitarra, teclados, percusión, programación, ingeniero, bajo
- Julia Michaels – compositora, coros
- Amy Allen – compositora, coros
- Jeff Gunnell – ingeniero
- Nathan Dantzler – masterización
- Harrison Tate – asistente de masterización
- Serban Ghenea – mezcla
- Bryce Bordone – ingeniero de mezcla

## Posicionamiento en listas
| Lista (2024)                          | Mejor posición |
| ------------------------------------- | -------------- |
| Australia (ARIA)                      | 10             |
| Global 200 (Billboard)                | 14             |
| Canadá (Canadian Hot 100)             | 17             |
| Estados Unidos (Billboard Hot 100)    | 14             |
| Estados Unidos (Mainstream Top 40)    | 22             |
| Estados Unidos (Rhythmic)             | 27             |
| Filipinas (Philippines Hot 100)       | 6              |
| Grecia (Greece International) (IFPI)  | 47             |
| Irlanda (IRMA)                        | 5              |
| Lituania (Lithuania Airplay) (TopHit) | 64             |
| Nigeria (TurnTable Top 100)           | 82             |
| Nueva Zelanda (Recorded Music NZ)     | 9              |
| Portugal (AFP)                        | 30             |
| Reino Unido (UK Singles Chart)        | 9              |
| Singapur (RIAS)                       | 10             |
| Suecia (Sverigetopplistan)            | 65             |

| Lista (2024)                          | Mejor posición |
| ------------------------------------- | -------------- |
| Lituania (Lithuania Airplay) (TopHit) | 96             |

## Certificaciones
| País                                                                   | Certificación | Ventas   |
| ---------------------------------------------------------------------- | ------------- | -------- |
| Nueva Zelanda (RMNZ)                                                   | Oro           | 15,000‡  |
| Reino Unido (BPI)                                                      | Plata         | 200,000‡ |
| ‡ Cifras de ventas y streaming basadas únicamente en la certificación. |               |          |

## Historial de lanzamientos
| Región         | Fecha                | Formato(s)             | Discográfica | Ref.   |
| -------------- | -------------------- | ---------------------- | ------------ | ------ |
| Estados Unidos | 8 de octubre de 2024 | Contemporary hit radio | Island       | [ 47 ] |
| Varias         | 10 de enero de 2025  | 7 pulgadas             | Island       | [ 48 ] |